# Уайлдер, Раймонд
Раймонд Луи Уайлдер (англ. Raymond Louis Wilder; 3 ноября 1896, Палмер, Массачусетс — 7 июля 1982, Санта-Барбара, Калифорния) — американский математик, специализировавшийся на алгебраической топологии и теории многообразий.

## Биография
Раймонд Луи Уайлдер родился в Палмере, штат Массачусетс, 3 ноября 1896 года в семье печатника. С ранних лет увлекался музыкой, играл на корнете в семейном оркестре, выступал на ярмарках и танцах, был тапёром (фортепьяно) на показах немого кино.
В 1914 году он поступил в Брауновский университет, намереваясь стать актуарием. Во время Первой мировой войны он служил в ВМС США прапорщиком. Был награждён первой степенью в 1920 году и степенью магистра актуарной математики в 1921 году. В том же году он женился на Уне Мод Грин, с которой они родили четверо детей.
Уайлдер решил защитить докторскую диссертацию в Техасском университете в Остине, это было самое судьбоносное решение в его жизни. В Техасе Уайлдер открыл чистую математику и топологию благодаря влиянию Роберта Ли Мура, основателя топологии в США и изобретателя метода Мура для обучения математическому доказательству. Поначалу Мур не был впечатлён молодым актуарием, но Уайлдер продолжил решение сложной открытой проблемы, которую Мур поставил перед своим классом. Мур предложил Уайлдеру написать докторскую диссертацию для доктора философии, которую он защитил в 1923 г., назвав её «О непрерывных кривых». Таким образом, Уайлдер стал первым из многих докторантов Мура в Техасском университете. Проработав год в Техасе, Уайлдер был назначен доцентом в Государственный университет Огайо в 1924 году. Этот университет требовал, чтобы его академические сотрудники подписали клятву верности, которую Уайлдер очень неохотно подписывал, потому что это было несовместимо с его жизненными, политическими и моральными взглядами. В 1926 году Уайлдер поступил на факультет Мичиганского университета в Анн-Арборе, где он руководил 26 докторами наук и стал профессором-исследователем в 1947 году. В 1930-х годах он помог поселить европейских математиков-беженцев в Соединенных Штатах. Математики, которые общались с Уайлдером, впоследствии оказались выдающимися, включая Сэмюэля Эйленберга, соучредителя теории категорий, и тополога Нормана Стинрода. После выхода на пенсию в 1967 году в довольно преклонном возрасте (71 год), Уайлдер стал научным сотрудником и время от времени преподавал в Калифорнийском университете в Санта-Барбаре.
Уайлдер был вице-президентом Американского математического общества в 1950—1951 годах, президентом в 1955—1956 годах и преподавателем Общества Джозайя Уилларда Гиббса в 1969 году. Он был президентом Американской математической ассоциации в 1965—1966 годах, которая наградила его медалью «За выдающиеся заслуги». в 1973 г.. Он был избран членом Американской национальной академии наук в 1963 году. Брауновский университет (1958) и Мичиганский университет (1980) присвоили ему звание почётного доктора. Кафедра математики Калифорнийского университета ежегодно награждает одного или нескольких выпускников старших классов наградой имени Уайлдера.
Исторические, философские и антропологические сочинения более поздних лет Уайлдера говорят о том, что он был тёплой, яркой личностью. Раймонд (2003) писал об этом:
«[Уайлдер] был преданным исследователем культуры коренных американцев юго-запада. Однажды он сказал мне, что после выхода на пенсию он хотел бы работать барменом в сельской местности Аризоны или Нью-Мексико, потому что он слышал рассказы людей, с которыми ему посчастливилось там встречаться. Бары там такие очаровательные».

## Топология
В диссертации Уайлдера изложен новый подход к программе Шенфлиса, целью которого является изучение позиционных инвариантов множеств на плоскости или 2-сфере. Позиционный инвариант множества A относительно множества B является свойством, общим для всех гомеоморфных образов A, содержащихся в B. Самый известный пример такого позиционного инварианта воплощен в теореме Жордановой кривой: простая замкнутая кривая в 2-сфера имеет ровно две дополнительные области и является границей каждой из них. Обращение к теореме Жордана о кривой, доказанное Шенфлисом, утверждает, что подмножество 2-сферы является простой замкнутой кривой, если оно:
- имеет два дополнительных домена;
- граница каждой из этих областей;
- доступен с каждого из этих доменов.

В своем «Обращении теоремы Джордана-Брауэра о разделении в трёх измерениях» (1930) Уайлдер показал, что подмножество евклидова 3-пространства, дополнительные области которого удовлетворяют определённым условиям гомологии, является 2-сферой. Примерно в 1930 году Уайлдер перешёл от теоретико-множественной топологии к алгебраической топологии, призвав в 1932 году объединить эти две области. Затем он начал обширное исследование теории многообразий, например, его «Обобщенные замкнутые многообразия в n-пространстве» (1934), фактически расширив программу Шенфлиса на более высокие измерения. Кульминацией этой работы стала его «Топология многообразий» (1949), дважды переизданная, в последних трёх главах которой обсуждается его вклад в теорию позиционных топологических инвариантов.

## Философия
В 1940-х годах Уайлдер познакомился и подружился с антропологом из Мичиганского университета Лесли Уайтом, чьё профессиональное любопытство включало математику как человеческую деятельность (White 1947). Эта встреча оказалась роковой, и исследовательские интересы Уайлдера претерпели серьёзные изменения в сторону основ математики. Это изменение было предвосхищено его статьёй 1944 года «Природа математического доказательства» и объявлено его обращением к Международному конгрессу математиков 1950 года под названием «Культурные основы математики». В ней были поставлены вопросы такие как:
- «Как культура (в самом широком смысле) определяет математическую структуру, такую как логика?»
- «Как культура влияет на последовательные стадии открытия математической структуры?»

В 1952 году он записал свой курс основ и философии математики в широко популярной работе «Введение в основы математики».
Эволюция математических понятий Уайлдера. В элементарном исследовании (1969) было предложено, чтобы «мы изучали математику как человеческий артефакт, как естественное явление, подлежащее эмпирическому наблюдению и научному анализу, и, в частности, как культурный феномен, понятный с антропологической точки зрения». В этой книге Уайлдер писал:
«Основное различие между математикой и другими науками, естественными и социальными, состоит в том, что в то время как последние прямо ограничены в своей сфере явлением окружающей среды физического или социального характера, математика лишь косвенно подвержена таким ограничениям … Платон думал об идеальной вселенной, в которой обитают совершенные модели … единственная реальность, которую имеют математические концепции, — это элементы или артефакты культуры».
Последняя книга Уайлдера «Математика как культурная система» (1981) содержала ещё больше размышлений в этом антропологическом и эволюционном ключе. Эклектичный и гуманистический взгляд Уайлдера на математику, похоже, мало повлиял на последующие математические исследования. Однако он оказал некоторое влияние на преподавание математики, а также на историю и философию математики. В частности, Уайлдера можно рассматривать как предшественника работ Говарда Ивза, Эверта Виллема Бета и Дэвиса и Херша (1981). Призыв Уайлдера к изучению математики методами социальных наук предвосхищает некоторые аспекты книги Джорджа Лакоффа и Рафаэля Нуньеса «Откуда математика». Введение в ограниченное антропологическое исследование математики можно найти в последней главе Херша (1997).

### Биографические
Раймонд, Ф., 2003, «Раймонд Луи Уайлдер» в биографических воспоминаниях Национальной академии наук 82: 336-51.
Лесли Уайт, 1947, «Локус математической реальности: антропологическая сноска», «Философия науки» 14: 289—303. Перепечатано в Reuben Hersh, ed., 2006. 18 нетрадиционных эссе о природе математики. Springer: 304-19./